# محمد حشيش
ولد عالم الأبحاث المصري محمد حشيش، (بالإنجليزية: Mohamed Hashish)‏، في يوم 22 مايو 1947، بمدينة الإسكندرية، وله الفضل في اختراع ماكينة قطع اللأسطح الصلبة بقوة دفع المياه.

## نشأته وتعليمه
ولد محمد في محافظة الإسكندرية، بجمهورية مصر العربية، لوالده أحمد حشيش ووالدته زينب أمين، وتلقى تعليمه الأساسي والثانوي في كفر الدوار القريبة، من الإسكندرية، ثم التحق بـ كلية الهندسة بـجامعة الإسكندرية وحصل على بكالوريوس الهندسة الميكانيكية بامتياز مع مرتبة الشرف سنة 1970، حيث عمل بعدها معيداً بالكلية لمدة ثلاث سنوات.
سافر المهندس محمد حشيش إلى كندا في منحة دراسية من جامعة كونكورديا في مونتريال. وحصل على الدكتوراه في الهندسة الميكانيكية وبحثه كان، عن استعمال «قوة دفع المياه في قطع الأسطح الصلبة» مثل الجرانيت.